# Uddannelses- og Forskningsministeriet
Uddannelses- og Forskningsministeriet är ett ministerium i Danmark. Det grundades 1993 och har ansvar for forskningspolitik, innovation och högre utbildning. Under ministeriet ligger universiteter, högskolor, yrkeshögskolor, forskningsbyar, sektorsforskningsinstitut, forskningscentra och danska institut i utlandet.
Ministeriet bildades när SR-regeringen tillträdde i januari 1993. Den hade då namnet Forsknings- og Teknologiministeriet, men det ändrades 1994 till Forskningsministeriet och dess område kompletterades med informationsteknologi och telekommunikation. Till ministeriet fördes 1998 universitetens forskning- och administration. Ministeriet bytte åter namn 2000, denna gång till IT- og Forskningsministeriet, samtidigt blev den av med  universitetens forskning- och administration. Ministeriet bytte åter namn 2001, nu till Ministeriet for Videnskab, Teknologi og Udvikling (ofta enbart Videnskabsministeriet). Det fick då även ändrat ansvarsområde så att det kom att omfatta forskning, universitet, innovationsområdet, informationsteknologi och telekommunikation. Ministeriet bytte 2011 namn till Ministeriet for Forskning, Innovation og Videregående Uddannelser och fick då även ansvar för konstnärliga och maritima utbildningar. Ministeriet har haft sitt nuvarande namn sedan 2014.
Ministeriet har ett direktorat, Uddannelses- og Forskningsstyrelsen ligger under ministeriet

## Utbildningsinstitutioner under ministeriet[5]
- Yrkeshögskolor
  - Copenhagen Business Academy
  - Erhvervsakademi Aarhus
  - Erhvervsakademi Dania
  - IBA Erhvervsakademi Kolding
  - Erhvervsakademi MidtVest
  - Zealand - Sjællands Erhvervsakademi
  - Erhvervsakademi SydVest
  - Københavns Erhvervsakademi
- Konstnärliga och kulturella utbildningsinstitutioner
  - Arkitektskolen Aarhus
  - Designskolen Kolding
  - Det Kongelige Danske Kunstakademis Skoler for Arkitektur, Design og Konservering
- Maritima utbildningsinstitutioner 
  - Fredericia Maskinmesterskole
  - Marstal Navigationsskole
  - MARTEC
  - Teknika
  - SIMAC – Svendborg International Maritime Academy
  - Skoleskibet Danmark
  - Skoleskibet Georg Stage
  - Svendborg Søfartsskole
  - Aarhus Maskinmesterskole
- Högskolor
  - Danmarks Medie- og Journalisthøjskole
  - Den Frie Lærerskole i Ollerup
  - Københavns Professionshøjskole
  - UCL Erhvervsakademi og Professionshøjskole
  - University College Nordjylland
  - Professionshøjskolen Absalon
  - University College SYD
  - VIA University College
- Universitet
  - Ålborg universitet
  - Århus universitet
  - Copenhagen Business School
  - Danmarks Tekniske Universitet
  - IT-universitetet i Köpenhamn
  - Köpenhamns universitet
  - Roskilde universitet
  - Syddansk universitet